# Phytoecia mesopotamica
Phytoecia mesopotamica är en skalbaggsart som beskrevs av Stefan von Breuning 1948. Phytoecia mesopotamica ingår i släktet Phytoecia och familjen långhorningar.
Artens utbredningsområde är Iran. Inga underarter finns listade i Catalogue of Life.